# 康特纳克
康特纳克（法語：Cantenac，法語發音：[kɑ̃tnak]）是法国阿基坦大区吉伦特省一个旧市镇，属于莱斯帕尔梅多克区。康特纳克是著名的葡萄酒产地，在1855年波尔多葡萄酒官方分级中，有多家各等级酒庄位于此地。2017年，康特纳克与市镇马尔戈合并为新市镇马尔戈-康特纳克。

## 地理
康特纳克（45°1'41"N, 0°39'13"W）面积14.26 平方千米，位于法国新阿基坦大区吉倫特省，该省份为法国西南部沿海省份，是法國本土面积最大的省，北起滨海夏朗德省，西临大西洋，南至朗德省，东南接洛特-加龍省，东临多爾多涅省。
与康特纳克接壤的市镇（或旧市镇、城区）包括：马尔戈、拉巴尔德、阿尔萨克、阿旺桑、吉伦特河畔巴永、戈里亚克、马科、苏桑。
康特纳克的时区为UTC+01:00、UTC+02:00（夏令时）。

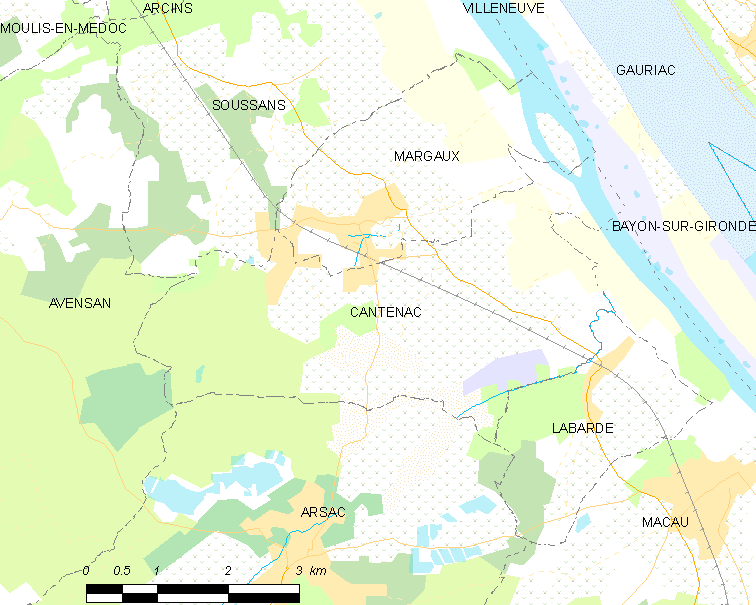
康特纳克的OSM定位图

## 行政
康特纳克的邮政编码为33460，INSEE市镇编码为33091。

## 政治
康特纳克所属的省级选区为南梅多克县。

## 人口

1962-2008年间康特纳克人口变化图示

康特纳克于2017年1月1日时的人口数量为1375人。